# Lara Croft: Tomb Raider – Die Wiege des Lebens
Lara Croft: Tomb Raider – Die Wiege des Lebens ist ein Abenteuerfilm des Regisseurs Jan de Bont aus dem Jahr 2003 mit Angelina Jolie in der Hauptrolle der Lara Croft. Es handelt sich um eine Fortsetzung des Films Lara Croft: Tomb Raider, die ebenso auf der Computerspiel-Reihe Tomb Raider basiert.

## Handlung
Bei einem Erdbeben in Griechenland wird der im Meer versunkene Luna-Tempel Alexanders des Großen freigelegt. Für den Herrscher diente dieser Tempel als zweite, geheime Schatzkammer neben der Bibliothek von Alexandria. Bei einem Tauchgang dorthin entdeckt die Grabräuberin Lara Croft eine geheimnisvolle Kugel. Doch als sie die Kugel gerade einstecken will, tauchen bewaffnete Männer einer Söldnertruppe auf und stehlen die wertvolle Beute.
Lara konnte zuvor einen Teil der Kugel fotografieren und erkennt, dass sie eine Art Schatzkarte darstellt. Aber das Fragment reicht nicht, um das Rätsel zu lösen. Es sieht so aus, als müsse sie zusammen mit ihren Helfern Bryce und Hillary die komplette griechische Mythologie nach Kugeln durchsuchen. Doch einige Tage später tauchen die Agenten Stevens und Calloway vom MI6 in Crofts Anwesen in England auf, und die Abenteurerin erfährt die Wahrheit: Die Kugel, die Alexander einst von Indien nach Griechenland brachte, ist der Wegweiser zur Büchse der Pandora. Dieses Gefäß enthält laut der Überlieferung alle Übel und Seuchen. Es befindet sich an einem unbekannten Ort, der als „Wiege der Menschheit“ bezeichnet wird. Wenn die Büchse in die falschen Hände gerät, kann sie zu einer vernichtenden Waffe werden und Schäden von ungeahntem Ausmaß anrichten.
Diese Gefahr ist nun ganz real. Denn der skrupellose Wissenschaftler Dr. Jonathan Reiss versucht, die Kugel in seinen Besitz zu bekommen. Da die Büchse der Pandora bei Missbrauch schlimmere Folgen hat als alle bekannten Krankheiten, will er damit die Menschheit auslöschen – bis auf einige auserwählte Menschen, für die er ein Gegengift entwickelt. Lara muss die Kugel, die Reiss’ Söldner ihr entwendet haben, also so schnell wie möglich zurückholen.
Dazu muss sie zunächst Chen Lo, den Kopf eines chinesischen Verbrechersyndikats, aufspüren. Für diese schwierige Aufgabe wählt sie Terry Sheridan als Partner. Der ehemalige Soldat der Royal Marines sitzt als Verräter im Gefängnis in Kasachstan. Lara kann die MI6 jedoch überreden, ihn freizulassen und ihm für den Erfolgsfall eine neue Identität anzubieten. Lara und Terry, die früher fünf Monate lang ein Liebespaar waren, finden die Bande hoch in den Bergen. Sie werden zunächst gefangen genommen, können sich jedoch nach einem gefährlichen Kampf befreien. Croft entreißt ihrem Gegner eine Medaille, die zur Entschlüsselung der Kugel benötigt wird. Die Medaille zeigt eine Frau mit einer Flöte und einige wellenförmige Linien. Lara erkennt, dass es sich um Schallwellen handelt, und schickt ein Foto der Medaille an ihren Helfer Bryce. Der Computerexperte soll die richtigen Töne herausfinden. Die Kugel selbst besitzen sie jedoch nicht. Diese wurde inzwischen nach Shanghai gebracht. Dort holt Reiss die Kugel mit einem Hubschrauber ab. Lara gelingt es im letzten Moment, einen Peilsender an der Kiste, in der die Kugel transportiert wird, anzubringen.
Das Signal des Senders führt sie mitten in das Stadtzentrum Hongkongs. In einem scheinbar leerstehenden Geschäftsraum eines Einkaufszentrums hat Reiss ein modernes Labor eingerichtet. Dort arbeiten Computer gerade an der Decodierung der Kugel. Mit Terrys Hilfe kann Lara die Kugel in ihren Besitz bringen. Sie entfliehen ihren Gegnern, indem sie mit Wingsuits vom Gebäude springen und auf einem Schiff landen. Dort verführt die attraktive Abenteurerin ihren Partner, allerdings nur, um ihn ans Bett zu fesseln. Lara traut Terry nicht mehr und setzt ihren Weg alleine fort.
Sie leiht sich den Satelliten-Fernseher einer chinesischen Familie, um mit ihrer technischen Ausrüstung eine Verbindung zu Bryce aufzunehmen. Der Computerfreak hat in der Zwischenzeit die zur Entschlüsselung der Kugel benötigten Töne herausgefunden. Lara schickt ihm die restlichen Bilder der Kugel und erhält im Gegenzug eine Audiodatei. Die Schallwellen bringen die Kugel zum Leuchten. Lara sieht lebhafte Bilder aus Afrika und erkennt den Kilimandscharo. Dort befindet sich also die geheimnisvolle Wiege des Lebens. Lara weiß jedoch nicht, dass Reiss und sein Söldner Sean in ihr Anwesen in England eingedrungen sind und das Gespräch mitgehört haben.
Lara reist nach Kenia, wo sie ihren alten Freund Kosa trifft. Der Afrikaner führt sie zu einem einheimischen Stamm. Sie erfährt, dass die Büchse an einem gefährlichen Ort versteckt ist. Auf dem Weg dorthin muss die Hölle durchquert werden. Bisher ist niemand von diesem Ort lebend zurückgekehrt. Lara lässt sich davon nicht abschrecken. Zusammen mit Kosa und zwanzig Kriegern macht sie sich auf den Weg, als plötzlich Reiss und seine Helfer in Hubschraubern auftauchen und eine Schießerei beginnen. Um ihre Freunde zu schützen, willigt Lara ein, Reiss zur Büchse der Pandora zu führen. Gemeinsam betreten sie die Schattenwelt. Dort werden gefräßige Ungeheuer, die sogenannten Schattenwächter, lebendig und verschlingen einige von Reiss’ Leuten. Mithilfe der Kugel öffnet Lara den Eingang zur Wiege des Lebens, wo sie und Reiss die Büchse der Pandora in einem See aus „schwarzen Tränen“, einer ätzenden Flüssigkeit, schwimmend finden. Croft überwältigt Reiss, der seinen Tod in der ätzenden Flüssigkeit findet, während der plötzlich auftauchende Terry mit Hilfe seines zum Werkzeug umgewandelten Gewehrs die Büchse aus dem See fischt. Lara und ihr Partner stehen kurz vor der Versöhnung, aber dann besteht Terry darauf, die Büchse mitzunehmen. Lara möchte die Büchse jedoch an Ort und Stelle belassen, um die potentielle Auslöschung der gesamten Menschheit zu verhindern, und weil Terry nicht einsichtig ist, erschießt sie ihn und versenkt die Büchse im See der Tränen. Damit ist die Gefahr gebannt und Lara wird von dem indigenen Stamm, der die „Wiege des Lebens“ bewacht, gefeiert.

## Hintergrund

### Produktion
Der Film wurde in England und Hongkong sowie im Amboseli-Nationalpark in Kenia gedreht. Die Eröffnungsszene entstand auf der griechischen Insel Santorin. Die Dreharbeiten begannen am 27. August 2002 und endeten am 19. März 2003. Das Budget des Films wird auf 95 Millionen US-Dollar geschätzt.

### Trivia
- Bei einem der Stuntdoubles von Angelina Jolie handelt es sich um einen Mann.[5]
- In der Szene, in der sich Angelina Jolie gegen einen Angreifer in China mit einem historischen Gewehr zur Wehr setzt, nutzt sie Formationen des Queen Anne Saluts, der vom U.S. Army Drill Team verwendet wird.[5]
- Für die Rolle des Terry Sheridan stand Max Ryan für Probeaufnahmen vor der Kamera, bevor diese Rolle an Gerard Butler vergeben wurde.[5]

### Veröffentlichung
Der Film feierte am 21. Juli 2003 in den USA seine Premiere. In Russland sowie auf den Philippinen war der Film ab dem 24. Juli 2003 in den Kinos zu sehen. Einen Tag später lief er in den Kinos der USA, Singapur und Südkorea an. In Deutschland, Österreich und der Schweiz erschien der Film am 14. August 2003 in den Kinos. In den Kinos des Vereinigten Königreichs war er ab dem 22. August 2003 zu sehen.
Am 1. Juni 2005 wurde der Film Concorde Video auf DVD mit FSK-12-Freigabe veröffentlicht. Auf einer DVD-Veröffentlichung mit strengerer Altersfreigabe ist als Bonusmaterial u. a. ein alternatives Ende zu finden, in dem Terry von Reiss anstatt von Lara Croft getötet wird.
Der Film wurde im deutschen Free-TV am 29. Dezember 2005 um 19:25 Uhr auf ZDF ausgestrahlt, um noch vor 20 Uhr Werbeblöcke ausstrahlen zu können. Den Film sahen insgesamt 4,08 Millionen Zuschauer bei einem Marktanteil von 12,6 Prozent. In der werberelevanten Zielgruppe waren es 2,18 Millionen Zuschauer bei 17,3 Prozent Marktanteil.
In China durfte der Film nicht veröffentlicht werden, weil dieser das Land als chaotisch, ohne Regierung und von Geheimorganisationen unterwandert darstelle.

### Einspielergebnis
Am Eröffnungswochenende wurden in den USA mehr als 21,7 Millionen US-Dollar eingenommen. Im selben Zeitraum wurden im Vereinigten Königreich über 1,5 Millionen Pfund Sterling eingespielt. Die Gesamteinnahmen in den USA beliefen sich auf über 65,6 Millionen US-Dollar. Im Vereinigten Königreich summierten sich die Einnahmen auf über 5,1 Millionen Pfund Sterling. Weltweit spielte der Film umgerechnet mehr als 156,5 Millionen US-Dollar in die Kinokassen.

## Deutsche Synchronfassung
Für die deutsche Synchronfassung synchronisierte Til Schweiger seine Rolle des Sean selber.
| Darsteller         | Deutscher Sprecher       | Rolle              |
| ------------------ | ------------------------ | ------------------ |
| Angelina Jolie     | Marion von Stengel       | Lara Croft         |
| Gerard Butler      | Michael Roll             | Terry Sheridan     |
| Ciarán Hinds       | Reinhard Brock           | Jonathan Reiss     |
| Noah Taylor        | Dominik Auer             | Bryce              |
| Simon Yam          | Thomas Darchinger        | Chen Lo            |
| Jonathan Coyne     | Hartmut Neugebauer       | Gus Petraki        |
| Chris Barrie       | Fritz von Hardenberg     | Butler Hillary     |
| Fabiano Martell    | Hubertus von Lerchenfeld | Jimmy Petraki      |
| Djimon Hounsou     | Thomas Rauscher          | Kosa               |
| Ronan Vibert       | Randolf Kronberg         | MI6-Agent Calloway |
| Robert Cavanah     | Ulrich Frank             | MI6-Agent Stevens  |
| Daniel Caltagirone | Dirk Meyer               | Nicholas Petraki   |
| Til Schweiger      | Til Schweiger            | Sean               |
| Terence Yin        | Pascal Breuer            | Xien               |

## Soundtrack
Am 25. August 2003 wurde der Soundtrack, der 15 Musiktitel von Alan Silvestri umfasst, von der Colosseum Schallplatten GmbH veröffentlicht.
| Nr. | Titel                         |
| --- | ----------------------------- |
| 1.  | Opening                       |
| 2.  | The Luna Temple               |
| 3.  | Shark Attack                  |
| 4.  | I Need Terry Sheridan         |
| 5.  | Arrival In China              |
| 6.  | Captured By The Shay Ling     |
| 7.  | Escape From Chen              |
| 8.  | Flower Pagoda Battle          |
| 9.  | Skydive Getaway               |
| 10. | Orb Transmission              |
| 11. | Journey To The Cradle Of Life |
| 12. | The Cradle Of Life            |
| 13. | Pandoras Box                  |
| 14. | Not Meant To Be Found         |
| 15. | Lara Croft Tomb Raider        |

## Kritik
„Wer an Indiana Jones und seinen Kollegen Gefallen findet, kann die Anschaffung ruhigen Gewissens vornehmen, denn Tomb Raider 2 mag zwar nicht besonders anspruchsvoll sein, ist aber zumindest ein ordentlich gemachter und in technischer Hinsicht ein hervorragender Film.“

„Dass Angelina Jolie als Fleisch gewordene Videospielikone nur zwei verschiedene Gesichtsausdrücke zeigt, ist angesichts ihres Ganzkörpereinsatzes verzeihlich. Von ‚Speed‘-Regisseur Jan de Bont hätte man allerdings mehr erwartet als lieblos aneinandergereihte Stunts in einer hanebüchenen Story. Das ging den Zuschauern offenbar nicht anders: An den Kinokassen floppte der krude Actionkracher.“

„Fantasy- und Actionfilm auf der Grundlage des populären Computerspiels, angelegt auf drei ‚Spielebenen‘ als Plattform für seine makellose Heldin und zahlreiche Verfolgungsjagden. Sinnfreie Unterhaltung um eine Protagonistin, die nicht mehr als reine Comic-Ikone auftritt, sondern durchaus auch menschliche Züge aufweist.“

Cinema urteilte: Lara [darf] menschliche Wunderwaffen einsetzen: Wut und Verzweiflung, Begeisterung und Wagemut, Misstrauen und Enttäuschung. Dies sind die Momente, in denen Jolie sichtlich Spaß verspürt und versprüht. Damit schenkt sie Lara Croft Charme – und dem Publikum die Illusion, 112 Minuten mit einer Pixel-Ikone aus Fleisch und Blut zu verbringen. Game over, Vorhang auf.

## Auszeichnungen
Bei den BMI Film & TV Awards wurde Jonathan Davis, David Silveria, James Shaffer, Reginald Arvizu sowie Brian Welch von der Band Korn 2004 für ihren Musiktitel Did My Time in der Kategorie Most Performed Song from a Film ausgezeichnet.
2004 erhielt der Film eine Nominierung für den Saturn Award in der Kategorie Bester Science-Fiction-Film. Im selben Jahr wurde Angelina Jolie – wie bereits zwei Jahre zuvor für ihre Rolle in Lara Croft: Tomb Raider – für die Goldene Himbeere in der Kategorie Schlechteste Schauspielerin nominiert.

## Fortsetzung
Nach Veröffentlichung des Films äußerte Angelina Jolie, dass sie kein Interesse daran habe, die Titelrolle in einer weiteren Fortsetzung zu übernehmen.
Ende Januar 2009 verkündete Warner Brothers, dass sie zusammen mit Dan Lin mit der Entwicklung eines „Tomb Raider“-Neustarts begonnen hätten. Der neue Film sollte wenig mit den beiden Vorgängern „Lara Croft: Tomb Raider“ (2001) und „Lara Croft: Die Wiege des Lebens“ (2003) gemeinsam haben, in denen Angelina Jolie in der Titelrolle zu sehen war.
2018 erschien schließlich der Film Tomb Raider mit Alicia Vikander in der Rolle der Lara Croft unter der Regie von Roar Uthaug.